# Phytol
Le phytol est l'un des principaux alcools diterpènes acycliques qui est un précurseur des vitamines E et K. C'est un terpénoïde extrêmement commun, que l'on trouve dans toutes les plantes à chlorophylle estérifiés, ce qui confère une liposolubilité. On le trouve dans les sédiments de pétrole. Les molécules de chlorophylle sont donc composées de dérivés de méthanol et de phytol, appelés esters de méthanol et esters de phytol. 
L'ester de phytol peut être libéré par hydrolyse alcaline.
Les enzymes des cellules végétales (chlorophyllase) catalysent le décrochement du phytol. C'est ce phytol qui rend la chlorophylle soluble dans les solvants organiques. On dit du phytol qu'il est la queue de la molécule de la chlorophylle.
Découverte en 1909 par Richard Willstätter par hydrolyse de la chlorophylle isolée. En 1928, Franz Gottwalt Fischer a clarifié la structure de la molécule de phytol.

## Notes et références

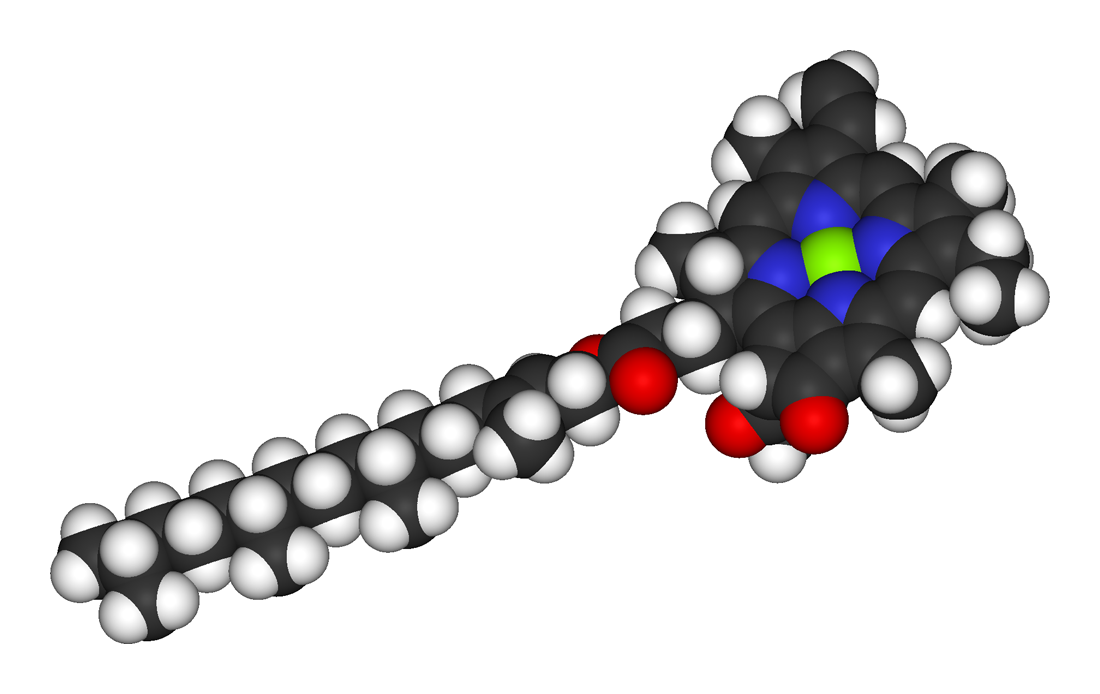
Représentation de la molécule de chlorophylle en trois dimensions